# Daniel Torres
Daniel Torres (Teresa de Cofrentes, Valencia; 20 de agosto de 1958) es un historietista español, máximo exponente de la Nueva Escuela Valenciana y referente de la línea clara surgida en los años 1980 en torno a la revista Cairo, en la cual empezó algunas de las series más conocidas de su extensa carrera, como Opium o Roco Vargas.
El 2022 obtuvo el Gran Premio del Salón Internacional del Cómic de Barcelona por su trayectoria.

## Biografía

### Infancia y juventud
Hijo de un médico rural, Daniel Torres cambió frecuentemente de residencia durante su infancia.
En 1975, comenzó los estudios de Arquitectura en la Universidad de Valencia, aunque finalmente los terminaría sustituyendo por los de Bellas Artes. Al mismo tiempo, comenzó a colaborar con "El gat pelat" a través de Miguel Calatayud.
En 1980, ya instalado en Barcelona, comenzó su carrera profesional en "El Víbora" con Asesinato en 64 imágenes por segundo, haciendo debutar a su personaje Claudio Cueco, fruto de su etapa universitaria.

### Primeros éxitos
En 1982, pasó a la revista Cairo, en la que logra su primer éxito con Opium, poniendo en práctica la ambientación retrofuturista tan querida por él.
Al año siguiente, en la historieta Tritón, vería la luz el personaje de Torres que alcanzará mayor fama: Roco Vargas. En sus aventuras se retrata a un escritor de ciencia ficción, dueño de un club nocturno, aventurero espacial y galán consumado que recorrerá todo el sistema solar resolviendo los conflictos que amenazan a la humanidad. 
El éxito de estas series proyecta a Daniel Torres al terreno internacional cuando la editorial francesa Magic Strip publica Sabotaje, de escenografía más realista. Al mismo tiempo continua la saga de Roco Vargas con El misterio de Susurro (1984) y Saxxon (1985), alcanzando un excepcional nivel narrativo con La estrella lejana (1986).
Con "Saxxon" obtiene ya un premio internacional, el Premio Haxtur de 1986  al "Mejor Dibujo" concedido por el Salón Internacional del Cómic del Principado de Asturias-España

### El mercado internacional
En 1985, Daniel Torres había comenzado a realizar trabajos de publicidad e ilustración para varias editoriales de Estados Unidos, así como colaboraciones en reconocidas series como Sandman Mystery Theatre para Vertigo (número 50) o The Spirit, con guion de Alan Moore (publicada en España como Las nuevas aventuras de The Spirit n.º 2). Por otra parte, varios trabajos del autor han sido traducidos y publicados en otros países, alcanzado un éxito considerable en Estados Unidos, Japón o Francia.
En los años 90, reaparece en el mercado español con El ángel de Nôtre Dame o El octavo día; esta, una de las mejores obras del autor, se llevó el premio a la Mejor Obra Española en el 11º Salón del Cómic de Barcelona.

### Últimos años
Tras crear en 1995 al dinosaurio Tom para un libro de cuentos, Daniel Torres exporta el personaje al mundo del cómic a través de la publicación infantil El pequeño país. 
En el año 2000, las aventuras de Tom pasan a la revista ¡Dibus!, donde irán acompañadas con las páginas de un secundario de la serie Roco Vargas, el robot Cosmo y la sección de Jóvenes Dibujantes. También ese mismo año Daniel Torres participó como director artístico para la serie de animación Tom, coproducida por Norma Animation y Cromosoma en colaboración con European Broadcasting Union, obteniendo una amplia distribución internacional.
Daniel Torres continúa publicando álbumes del dinosaurio Tom a la vez que nuevos números para la serie Roco Vargas, que ya cuenta con cuatro nuevas entregas.
En la actualidad Daniel Torres está en la recta final de la realización de su siguiente libro: “EFQNF” - El Futuro Que No Fue
En el mundo Retrofuturo de Roco Vargas, y más concretamente en la ciudad terráquea de Montebahía, seremos testigos de las aventuras del detective privado Archi Cúper al ser invitados a conocer uno de sus más célebres casos.

## Obra

### Como historietista
| Años          | Título                     | Guionista        | Tipo                       | Publicación original                     | Publicación posterior                                       |
| ------------- | -------------------------- | ---------------- | -------------------------- | ---------------------------------------- | ----------------------------------------------------------- |
|               |                            |                  |                            | El gat pelat                             |                                                             |
| 1980          | Claudio Cueco              | Daniel Torres    | Serie                      | El Víbora                                | Claudio Cueco (1994, Norma)                                 |
| 1982          | Opium                      | D. Torres        | Serie                      | Cairo                                    | Opium (2000, Norma)                                         |
| 1983-presente | Roco Vargas                | D. Torres        | Serie                      | Cairo                                    | Roco Vargas (1997, Norma)                                   |
| 1983          | Sabotage                   | D. Torres        | Álbum                      | Magic Strip (Francia)                    | Norma                                                       |
| 1990          | El octavo día              | D. Torres        | Serie                      | Cimoc                                    | El octavo día (1992, Norma). El octavo día II (1996, Norma) |
| 1992          |                            |                  | Historieta corta           | Cimoc Especial n.º 12: Dinosaurios       |                                                             |
| 1995          | Textura humana             | D. Torres        | Historias cortas 1988-1992 |                                          |                                                             |
|               |                            | Alan Moore       |                            | Las nuevas aventuras de The Spirit N.º 2 |                                                             |
|               |                            |                  |                            | Sandman Mystery Theatre Nº 7: La Niebla  |                                                             |
| 1995-presente | Tom                        | D. Torres        | Serie                      | El Pequeño País                          |                                                             |
| 1998          | El ángel de Nôtre Dame     | D. Torres        |                            | Norma Editorial                          |                                                             |
| 2002          | Buenaventura               | Steven T. Seagle | Historia corta             | Batman Black&White II                    |                                                             |
| 2009          | Burbujas                   | D. Torres        |                            | Norma                                    |                                                             |
| 2015          | La casa                    | D. Torres        |                            | Norma                                    |                                                             |
| 2018          | Picasso en la Guerra Civil | D. Torres        | Álbum                      | Norma                                    |                                                             |
| 2021          | El futuro que no fue       | D. Torres        | Álbum                      | Norma                                    |                                                             |

### Como ilustrador
Bárbara para Alfaguara, escrito por Rosa Montero
- Las barbaridades de Bárbara (1996) (ISBN 84-204-4443-X)
- El viaje fantástico de Bárbara (1997) (ISBN 84-204-5765-5)
- Bárbara y el doctor Colmillos (1998) (ISBN 84-204-5789-2)

### Didácticos
- Jóvenes dibujantes (2003) (ISBN 84-8431-713-7) (Norma Editorial)

## Premios y candidaturas
- 1986 - Premio Haxtur al "Mejor Dibujo" por Saxxon- Roco Vargas en el Salón Internacional del Cómic del Principado de Asturias
- 1987 - Candidato Premio Haxtur al "Mejor Guion" por La estrella lejana
- 1987 - Candidato Premio Haxtur a la "Mejor Historia Larga" por La estrella lejana
- 1992 - Candidato Premio Haxtur a la "Mejor Historia Corta" por Encuentro Nocturno
- 1993 - Premio a la Mejor Obra Española con El octavo día en el 11º Salón Internacional del Cómic de Barcelona.
- 2016 - Candidato al premio a la mejor obra por La casa. Crónica de una conquista en el Salón Internacional del Cómic de Barcelona.
- 2018 - Candidato al premio a la mejor obra por Roco Vargas. Júpiter en el Salón Internacional del Cómic de Barcelona.
- 2022 - Gran Premio del Salón Internacional del Cómic de Barcelona.[1]

## Valoración crítica
La teórica Francisca Lladó, en su clasificación de dibujantes y guionistas del denominado boom del cómic adulto en España, lo relaciona con la Línea clara española de los años 80, aunque prefiere adscribirlo a la Nueva escuela valenciana junto a Mique Beltrán, Javier Mariscal, Micharmut y Sento. En cualquier caso, su trazo depurado y su especial uso del color marcaron la estética del tebeo de esta época, al mismo tiempo que su dotes narrativas y su dominio del espacio le convirtieron en uno de los autores españoles más internacionales, junto a Max y Miguelanxo Prado.